# Les Treize Trésors de Celtie

Les Treize Trésors de Celtie est le second livre de la série Celtina. Le récit du livre est centré sur Mapanos, surnommé « le Sanglier royal ». Mapanos est un grand druide qui pourrait aider Celtina dans sa quête, mais il est prisonnier sur une île où vit un méchant géant, Yspaddaden. Ce géant est prêt à échanger le Sanglier royal contre les treize trésors de Celtie. Celtina devra user de sa ruse et se faire de nouveaux amis si elle veut à la fois sauver Maponos et empêcher les treize trésors de Celtie de tomber entre les mains des méchants. 